# بریتیش ریل کلاس ۲۰۳

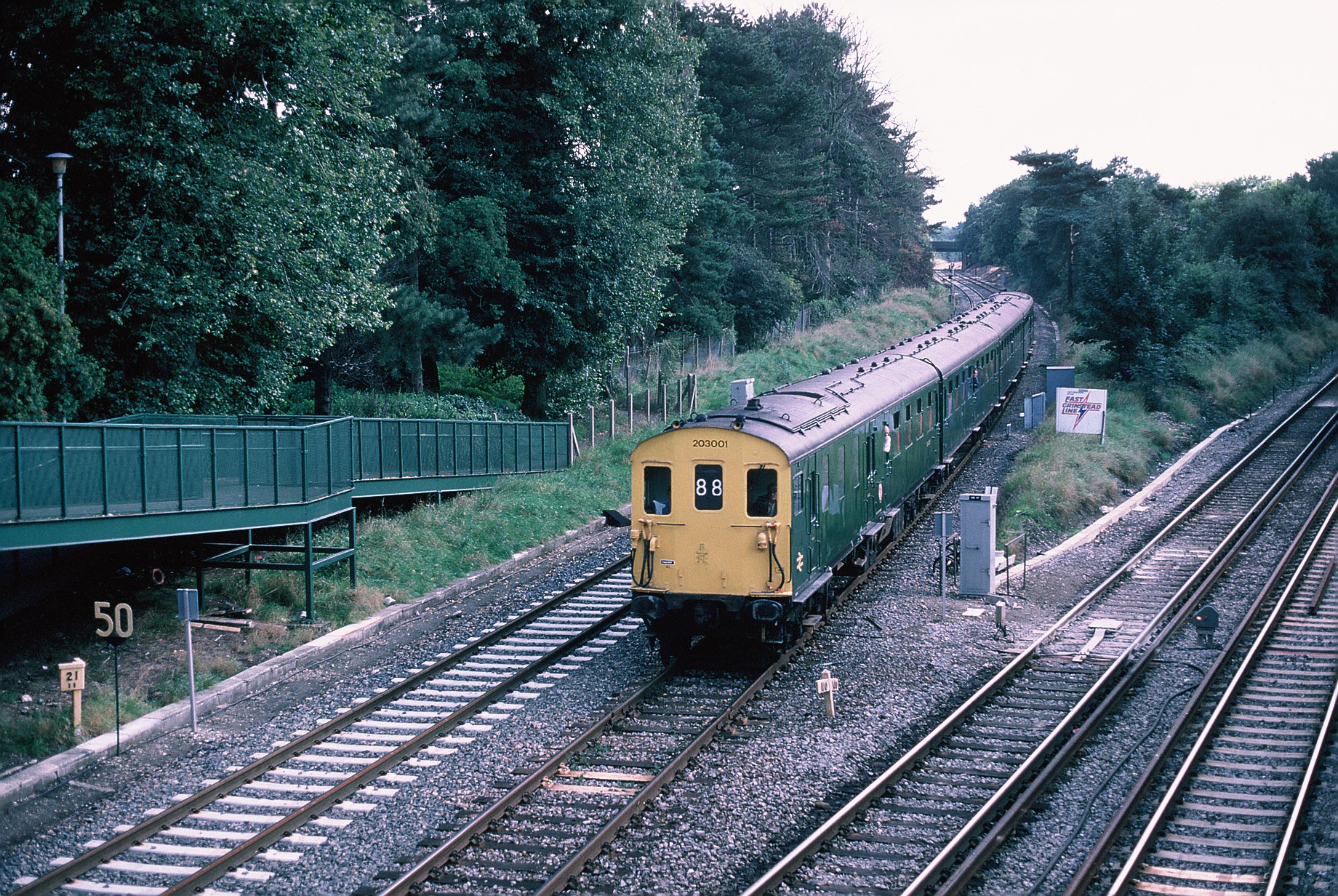
قطار خودگرانشی دیزلی

بریتیش ریل کلاس ۲۰۳ (انگلیسی: British Rail Class 203) یک قطار خودگرانشی دیزلی مورد استفاده شرکت راه‌آهن بریتیش ریل بود.
این قطار که در سال ۱۹۵۸ تولید می‌شده دارای ۳۷۰ کیلووات توان خروجی و ۱۲۱ کیلومتر سرعت نهایی بوده‌است.